# Hans-Peter Friedrich
 Hans-Peter Friedrich  (Naila, Alemanha Ocidental, 10 de março de 1957) é um político alemão, membro do partido União Social-Cristã. Ele serviu como Ministro do Interior (março de 2011-dezembro de 2013), Ministro da Nutrição, Agricultura e Defesa do Consumidor (dezembro de 2013-fevereiro de 2014) e atualmente, desde outubro de 2017, é o vice-presidente da Bundestag.